# Lexan

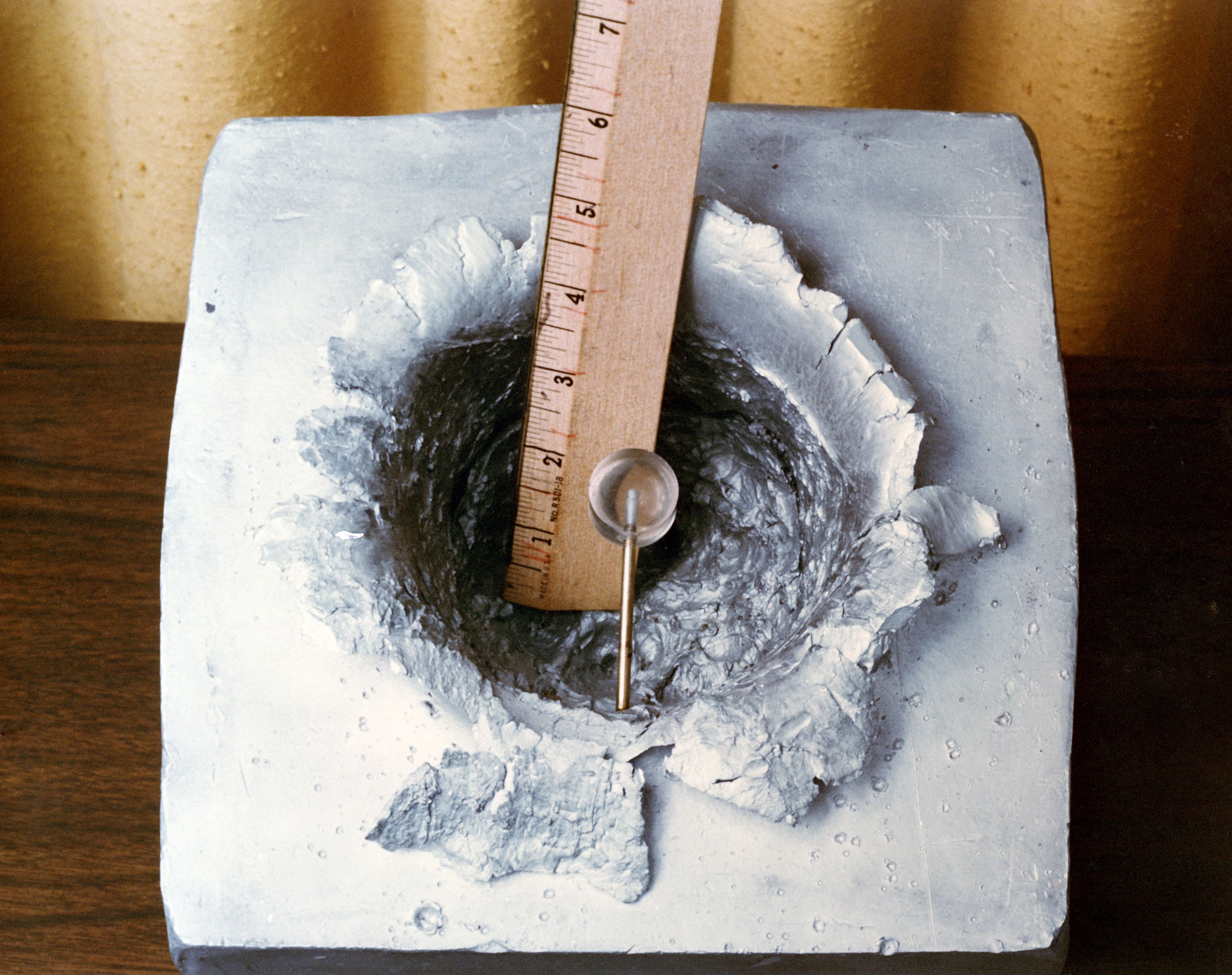
Elektromágneses ágyúból kilőtt 7 grammos Lexan lövedék nyoma egy tömb alumínium öntvényen egy lövésteszten

A Lexan a SABIC Innovative Plastics (korábban General Electric Plastics) által gyártott polikarbonát granulátum, film és lap bejegyzett védjegye.

## Története
A Lexan granulátumot Dr. Daniel Fox fejlesztette ki 1953-ban, egy héttel azután, hogy tőle függetlenül Dr. Hermann Schnell, a Bayer kutatója is létrehozta a maga polikarbonát vegyületét. Fox olyan anyagot alkotott, amely ha egyszer megkeményedik, tulajdonképpen törhetetlenné válik, így például golyóálló felületet is ki lehet belőle alakítani. A nagyipari gyártása 1958-ban kezdődött meg.
Az 1960-as években a NASA is elkezdte használni a GE Lexanját, például az asztronauták „buboréksisakját” alkották meg belőle, Neil Armstrong is ilyen sisakot viselt a Holdra szálláskor.
A Lexant jelenleg a SABIC Innovative Plastics gyártja, miután a SABIC felvásárolta a GE műanyagipari ágát. Számos helyen gyártják, többek között az Indiana állambeli Mt. Vernonban, az alabamai Burkville-ben, a spanyolországi Cartagenában és a hollandiai Bergen op Zoomban.